# Iwanuma Shunsuke
Shunsuke Iwanuma (岩沼 俊介 Iwanuma Shunsuke, sinh ngày 2 tháng 6 năm 1988 ở Maebashi, Gunma) là một cầu thủ bóng đá người Nhật Bản hiện tại thi đấu cho Nagano Parceiro.

## Thống kê sự nghiệp câu lạc bộ
Cập nhật đến ngày 23 tháng 2 năm 2017.
| Thành tích câu lạc bộ | Thành tích câu lạc bộ | Thành tích câu lạc bộ | Giải vô địch | Giải vô địch | Cúp                   | Cúp                   | Cúp Liên đoàn | Cúp Liên đoàn | Tổng cộng | Tổng cộng |
| Mùa giải              | Câu lạc bộ            | Giải vô địch          | Số trận      | Bàn thắng    | Số trận               | Bàn thắng             | Số trận       | Bàn thắng     | Số trận   | Bàn thắng |
| Nhật Bản              | Nhật Bản              | Nhật Bản              | Giải vô địch | Giải vô địch | Cúp Hoàng đế Nhật Bản | Cúp Hoàng đế Nhật Bản | J. League Cup | J. League Cup | Tổng cộng | Tổng cộng |
| --------------------- | --------------------- | --------------------- | ------------ | ------------ | --------------------- | --------------------- | ------------- | ------------- | --------- | --------- |
| 2007                  | Consadole Sapporo     | J2 League             | 0            | 0            | 0                     | 0                     | -             | -             | 0         | 0         |
| 2008                  | Consadole Sapporo     | J1 League             | 0            | 0            | 0                     | 0                     | 0             | 0             | 0         | 0         |
| 2009                  | Consadole Sapporo     | J2 League             | 5            | 1            | 0                     | 0                     | -             | -             | 5         | 1         |
| 2010                  | Consadole Sapporo     | J2 League             | 19           | 0            | 0                     | 0                     | -             | -             | 19        | 0         |
| 2011                  | Consadole Sapporo     | J2 League             | 35           | 0            | 0                     | 0                     | –             | –             | 35        | 0         |
| 2012                  | Consadole Sapporo     | J1 League             | 30           | 0            | 1                     | 0                     | 2             | 0             | 33        | 0         |
| 2013                  | Matsumoto Yamaga      | J2 League             | 38           | 1            | 1                     | 0                     | –             | –             | 39        | 1         |
| 2014                  | Matsumoto Yamaga      | J2 League             | 42           | 1            | 0                     | 0                     | –             | –             | 42        | 1         |
| 2015                  | Matsumoto Yamaga      | J1 League             | 24           | 1            | 2                     | 0                     | 1             | 0             | 27        | 1         |
| 2016                  | Kyoto Sanga           | J2 League             | 9            | 1            | 1                     | 0                     | –             | –             | 10        | 1         |
| Tổng cộng sự nghiệp   | Tổng cộng sự nghiệp   | Tổng cộng sự nghiệp   | 192          | 3            | 5                     | 0                     | 3             | 0             | 200       | 5         |